# 사라진 아내
《사라진 아내》는 1986년 12월 28일에 MBC TV에서 방영되었던 베스트셀러극장이다.

## 출연
- 천현주
- 연경석
- 홍성민
- 신충식
- 임현식
- 박찬환
- 오현섭
- 최재호
- 김성찬
- 김복희
- 홍민우
- 윤석오
- 허기호
- 박종설
- 이문수
- 김지영
- 정미경
- 이상호
- 엄선미
- 박종화
- 길경석
- 송진호
- 김청경